# Abildgård Sogn
Abildgård Sogn er et sogn i Frederikshavn Provsti (Aalborg Stift). Sognet ligger i Frederikshavn Kommune (Region Nordjylland). Indtil Kommunalreformen i 2007 lå det i Frederikshavn Kommune (Nordjyllands Amt), og indtil Kommunalreformen i 1970 lå det i Horns Herred (Hjørring Amt). I Abildgård Sogn ligger Abildgård Kirke og Fladstrand Kirke.
Abildgård Sogn blev udskilt fra Frederikshavn Sogn den 1. maj 1964
I Abildgård Sogn findes flg. autoriserede stednavne:
- Kæret (bebyggelse)